# Beul
Beul est un village du Cameroun situé dans le département du Haut-Nyong et la région de l'Est.
Il fait partie de la commune d’Angossas. 

## Population
En 1966-1967, on y a dénombré 684 habitants.
Lors du recensement de 2005, Beul comptait 799 habitants.

## Développement
Selon le Plan Communal de Développement d’Angossas (2012), afin de faire face à la faible production agricole et aux difficultés d’écoulement des produits agricoles, il était nécessaire de construire le centre d’éducation et d’action communautaire (CEAC) de Beul et d'y organiser trois marchés périodiques hebdomadaires.
L'affectation de cinq enseignants qualifiés, la réhabilitation de deux salles de classe, la construction de quatre salles de classe équipées et de l'école maternelle de Beul ont aussi été envisagés afin de promouvoir l'éducation de base.
Dans le but d'avoir un enseignement de qualité, la construction de logements pour les enseignants, d'une aire de jeu, de latrines par établissement, d'un point d’eau, d'une bibliothèque, d'un bloc administratif, et d'une salle d’informatique a été planifiée.
Du fait du manque de structures d’encadrement des jeunes, un diagnostics organisationnels, techniques et économiques (DOTE) des Centres d’Alphabétisation Fonctionnelle (CAF) existants dans la commune aurait été organisé[évasif].
Selon le document, une création, construction et équipement d'un centres de promotion de la femme aurait été mis en place à Beul. 
La construction de trois puits / forages d’eau et l'aménagement de trois sources d'eau ont également été envisagés dans le but de faciliter l'accès à l'eau potable.